# 蔡益民
蔡益民（1990年10月22日—） ，為台灣的棒球選手之一，曾經效力於中華職棒中信兄弟隊，守備位置為內野手，因為身高達191公分，因此有著「百九」的綽號，2018年遭到球隊釋出。

## 經歷
- 臺南市善化國小少棒隊
- 臺南市善化國中青少棒隊
- 臺中縣新社高中青棒隊
- 桃園市開南大學棒球隊（維輪實業）
- 新北市成棒隊（2013年-2014年）
- 中華職棒中信兄弟（2014年-2018年）
- 新竹縣關西國小少棒隊教練（2019年-2021年）
- 恰棒球學苑教練（2021年-）

## 職棒生涯成績
| 年度 | 球隊     | 出賽 | 打數 | 安打 | 全壘打 | 打點 | 盜壘 | 四死 | 三振 | 壘打數 | 雙殺打 | 打擊率 | 上壘率 | 長打率 | OPS   |
| ---- | -------- | ---- | ---- | ---- | ------ | ---- | ---- | ---- | ---- | ------ | ------ | ------ | ------ | ------ | ----- |
| 2015 | 中信兄弟 | 3    | 4    | 1    | 0      | 0    | 0    | 0    | 3    | 1      | 0      | 0.250  | 0.250  | 0.250  | 0.500 |
| 合計 | 1年      | 3    | 4    | 1    | 0      | 0    | 0    | 0    | 3    | 1      | 0      | 0.250  | 0.250  | 0.250  | 0.500 |

## 特殊事蹟
- 2015年4月29日，一軍生涯初登板於洲際棒球場對戰義大犀牛隊，在七局下上場代打第八棒的陳家駒，首打席對羅力擊出左外野方向安打，為一軍生涯第一支安打。